# تاهينا توزي
تاهينا توزي (بالإنجليزية: Tahyna Tozzi)‏ هي لاعبة كاراتيه وعارضة وممثلة أسترالية، ولدت في 24 أبريل 1986 في أستراليا.

## أعمال

### أفلام
- (2009)  وولفرين[4][5][6][7]

## وصلات خارجية
- تاهينا توزي على موقع IMDb (الإنجليزية)
- تاهينا توزي على موقع ألو سيني (الفرنسية)
- تاهينا توزي على موقع أول موفي (الإنجليزية)
- تاهينا توزي على موقع قاعدة بيانات الفيلم (الإنجليزية)
- تاهينا توزي على موقع كينوبويسك (الروسية)
- تاهينا توزي على موقع دليل عارضات الأزياء (الإنجليزية)